# Саша Кајкут
Саша Кајкут (Бања Лука, 7. јул 1984) српски и босанскохерцеговачки је фудбалер. Игра на позицији нападача, а тренутно наступа за Борац из Бања Луке.

## Клупска каријера
У млађим категоријама Кајкут је играо за локални тим Омладинац Бања Лука, након чега је прешао у познатији клуб Борац Бања Лука, где је започео професионалну каријеру. Након тога прешао је у хрватске друголигашке екипе, као што су Карловац, Задар и Поморац Кострена.
Први клуб за који је наступао ван граница некадашње Југославије, био је молдавски Шериф из Тираспоља, а потписао је уговор на три године. Једну од најбољих партија Кајкут је пружио у другој утакмици првог кола квалификација Лиге шампиона 2007/08. између Шерифа и Ранжерса из Андоре. Прво је асистирао Вилфриду Балими, за вођство Шерифа од 0:1 у 68. минуту (само 3 минута након што је ушао у игру), а потом постигао свој први гол за нови тим у 77. минуту. Постао је први играч из Бања Луке који је постигао гол у званичној утакмици Лиге шампиона. Овом изванредном партијом постао је један од љубимаца Шерифових навијача иако је остао само једну сезону.
Након што је отишао из Тираспоља, вратио се у Борац, затим је играо за азербејџански Баку у сезони 2010/11, па поново за Борац и Челик из Зенице.
Дана 31. децембра 2013. године, Кајкут је потписао за екипу Саут Чајна из Хонг Конга.
Играо је за ПАЕ Керкиру, а 18. августа 2015. године тај тим је пребачен у трећи ранг такмичења Грчке и на крају је пуштен да оде из клуба. Кајкут је 28. августа 2015. званично постао играч грчког тима Верија. Дебитовао је за Верију 12. септембра 2015. у поразу од 3:0 против ПАОК-а. Свој први гол за Верију постигао је из једанаестерца у утакмици фудбалског Купа Грчке против Атромитоса, а укупно је наступио на 20 првенствених утакмица за клуб.
Након Верије поново се вратио у Републику Српску и играо за Крупу. Потом је наступао за Зрињски из Мостара и сарајевски Жељезничар.
Од јуна 2018. године, четврти пут у каријери, Кајкут је прешао у бањалучки Борац. У сезони 2018/19. у Првој лиги Републике Српске, с Борцем је освојио титулу, а тим се поново вратио у Премијер лигу Босне и Херцеговине.

## Репрезентативна каријера
Кајкут је први и једини наступ за сениорски тим Босне и Херцеговине имао 1. јуна 2009. године, пријатељска утакмица против Узбекистана. Ушао је у 46. минуту заменивши Емира Хаџића, а утакмица се завршила без голова.

## Трофеји
ФК Шериф Тираспољ
- Првенство Молдавије: 2007/08.
- Супер куп Молдавије: 2007 .

Борац Бања Лука
- Прва лига Републике Српске: 2018/19.
- Куп Републике Српске: 2008/09, 2011/12.

Саут Чајна
- Хонг Конг Сениор Челенџ Шилд: 2013/14.

Жељезничар Сарајево
- Куп Босне и Херцеговине: 2017/18.